# Evis Kushi
Evis Kushi (nascida a 7 de outubro de 1975) é uma política albanesa. Ela tem servido como a 52.ª Ministra da Educação, Desporto e Juventude desde setembro de 2020.

## Juventude e formação
Evis Kushi nasceu a 7 de outubro de 1975 em Elbasan, Albânia. Ela começou a sua carreira em 1998 na Universidade "Aleksander Xhuvani" Elbasan sobre Fundamentos de Marketing e Econometria (1998-2012). Entre 2010 e 2012, Kushi ocupou o cargo de Chefe do Departamento "Economia e Direito", Faculdade de Economia, Universidade "Aleksander Xhuvani", Elbasan. Em 2012-2013 serviu como Decana da Faculdade de Economia desta universidade.

## Carreira política
Desde 2013 Kushi é membro pela Região de Elbasan no Parlamento Albanês e faz parte do Comité de Economia e Finanças. Em termos de actividades sociais e políticas, Evis Kushi é membro do Partido Socialista desde março de 2013 e membro da Presidência do Partido Socialista desde abril de 2016. Ela é fluente em inglês, italiano e francês. Após a saída do ex-ministro da Educação Besa Shahini, Evis foi nomeada como a nova ministra e ocupa esse cargo desde o Governo Rama II, de 14 de setembro de 2020 até à actualidade.

## Vida pessoal
Ela é casada e tem duas filhas, Ana e Luna.